# Église Santa Maria in Organo de Vérone
Santa Maria in Organo est une église catholique romaine à Vérone, dans le nord de l'Italie. 

## Histoire
L'origine de l'église remonte au VIe – VIIIe siècle, à l'époque des dominations Ostrogoth et Lombard en Italie. Le couvent d'origine a été détruit à l'époque napoléonienne. L'église a été reconstruite après un tremblement de terre en 1117. 
À partir du XIVe siècle, c' était une paroisse dépendant du Patriarcat d'Aquilée  jusqu'à sa dissolution en 1756. En 1444, elle est vendue aux Bénédictins Olivétains, qui le conservèrent jusqu'en 1808. Le moine Fra Giovanni da Verona a exécuté les intarsia du chœur en bois, et a conçu le clocher, achevé en 1533. En 1534, cinq cloches ont été coulées.  
À partir de 1547, a été commencée une façade romane-gothique, en marbre blanc, conçue par Michele Sanmicheli restée inachevée.

## Intérieur
L'intérieur est ordonné suivant un plan en croix latine, avec une nef et deux bas-côtés. Il abrite une riche collection de peintures, avec des œuvres entre autres de Girolamo Savoldo, Domenico Morone, Francesco Morone, Antonio Balestra et Guercino . 
Sous le presbytère se trouve la crypte, relique de l'édifice du Haut Moyen Âge. Les colonnes conservent les chapiteaux du VIIIe siècle. Il a des œuvres de Luca Giordano, Francesco Morone et Antonio Balestra, ainsi que la populaire Muletta, une sculpture en bois duXIVe siècle, qui représente Jésus entrant à Jérusalem à dos de mulet .

## Voir également
- Retable Trivulzio, une peinture d'Andrea Mantegna